# Elecciones presidenciales de Ecuador de 1861
Elección indirecta del Presidente Constitucional y Vicepresidente Constitucional del Ecuador en la Asamblea Constituyente de 1861 para un período de 4 años, promulgándose la primera Constitución Conservadora.

## Antecedentes
Luego del finalizar la guerra civil ecuatoriana de 1859-1860 en la batalla de Guayaquil del 24 de septiembre de 1860, Gabriel García Moreno reconocido por todo el país como Jefe Supremo de la República, convocó a una nueva asamblea constituyente en Quito para restaurar el orden jurídico en el país, siendo designado presidente interino y luego, al finalizar la asamblea constituyente su trabajo, presidente constitucional.

## Candidatos y Resultados
García Moreno se convirtió en el único presidente del Ecuador en haber nacido en la Provincia Libre de Guayaquil.

### Presidente
| Partido     | Presidente            | Cargos Previos                             | Votos               | Votos                 |
| Partido     | Presidente            | Cargos Previos                             | 10/01/1861 Interino | 02/04/1861 Definitivo |
| ----------- | --------------------- | ------------------------------------------ | ------------------- | --------------------- |
| Conservador | Gabriel García Moreno | Jefe Supremo de la República (1860 - 1861) | 38                  | 37                    |
| Liberal     | Pedro Carbo Noboa     | Gobernador del Guayas (1860)               | 0                   | 1                     |

Fuente:

### Vicepresidente
| Partido         | Vicepresidente                 | Cargos Previos                                     | Votos      |
| Partido         | Vicepresidente                 | Cargos Previos                                     | 02/04/1861 |
| --------------- | ------------------------------ | -------------------------------------------------- | ---------- |
| Conservador     | Mariano Cueva Vallejo          | Vicepresidente de la 7° Convención Nacional (1861) | 20         |
| Conservador     | Pedro José de Arteta y Calisto | Presidente de la Cámara del Senado (1839)          | 16         |
| Votos en Blanco | Votos en Blanco                | Votos en Blanco                                    | 1          |

Fuente: